# Uria lomvia

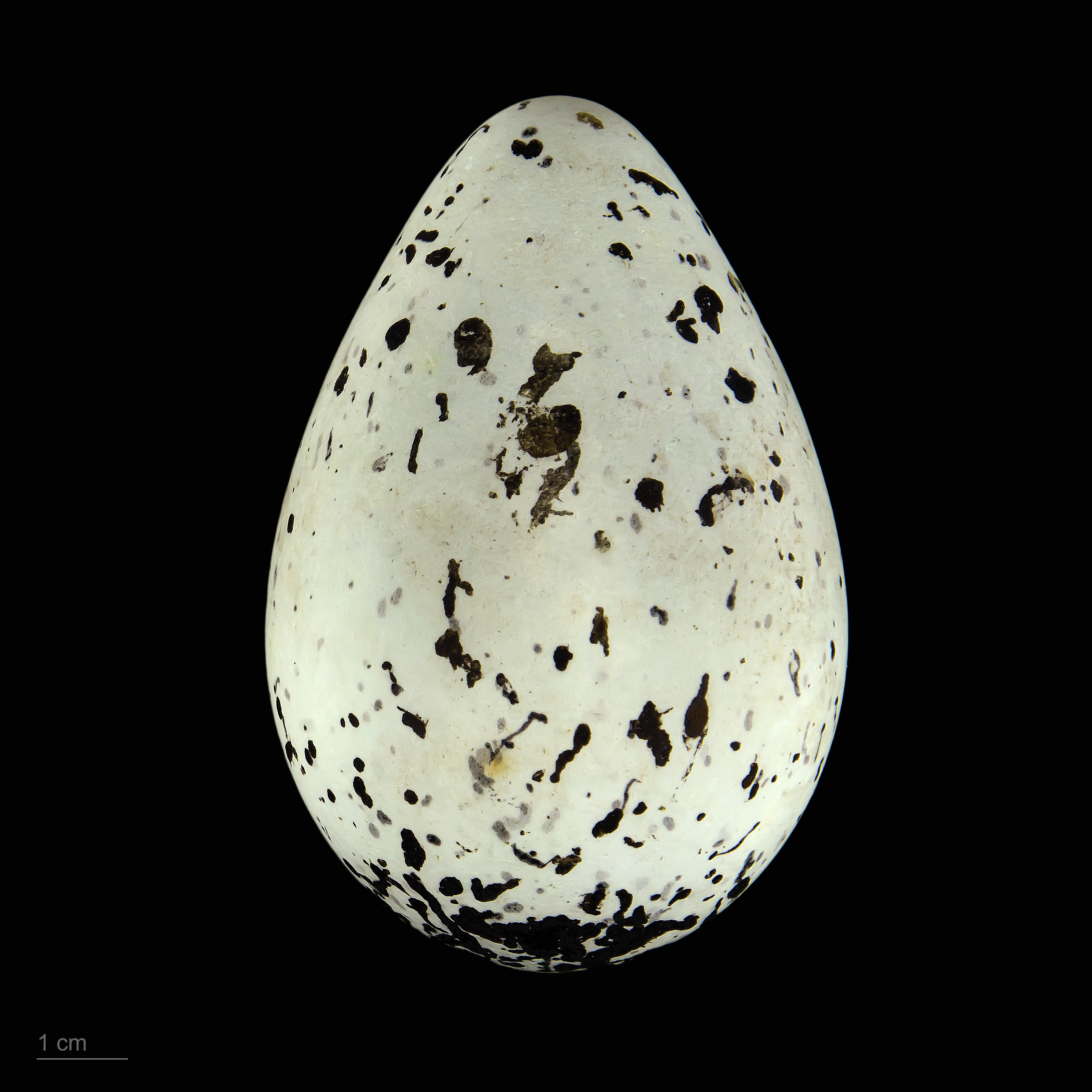
Uria lomvia - MHNT

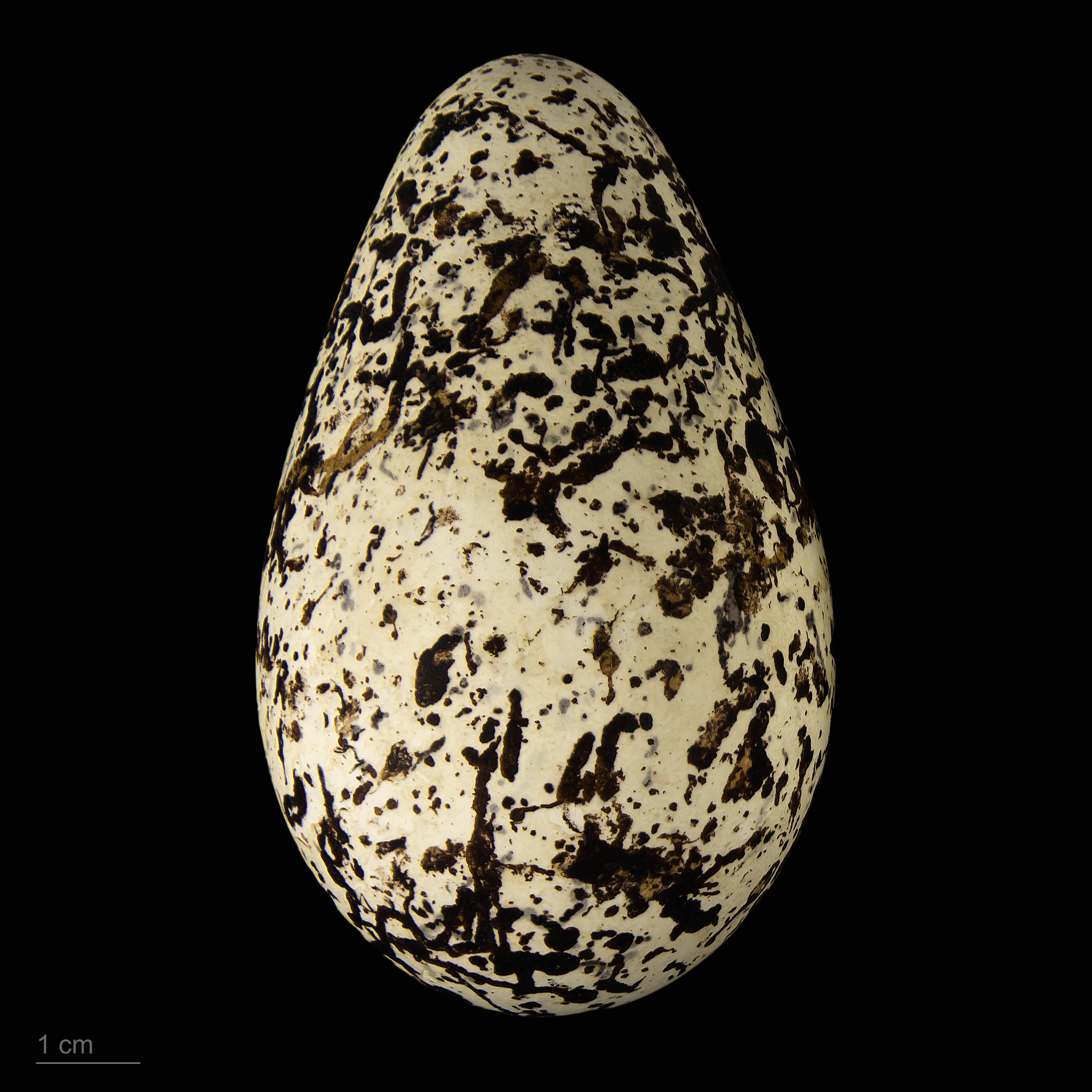
Uria lomvia lomvia - MHNT

Uria lomvia, conhecido pelo nome comum de airo de Brünnich, é uma espécie de ave marinha Charadriiforme da família Alcidae, com uma ampla distribuição natural pelas costas árcticas da Europa, Ásia e América do Norte.

## Descrição
Foram descritas quatro subespécies de Uria lomvia:
- Uria lomvia arra (Pallas, 1811)
- Uria lomvia eleonorae Portenko 1937
- Uria lomvia heckeri Portenko 1944
- Uria lomvia lomvia (Linnaeus, 1758)